# High key

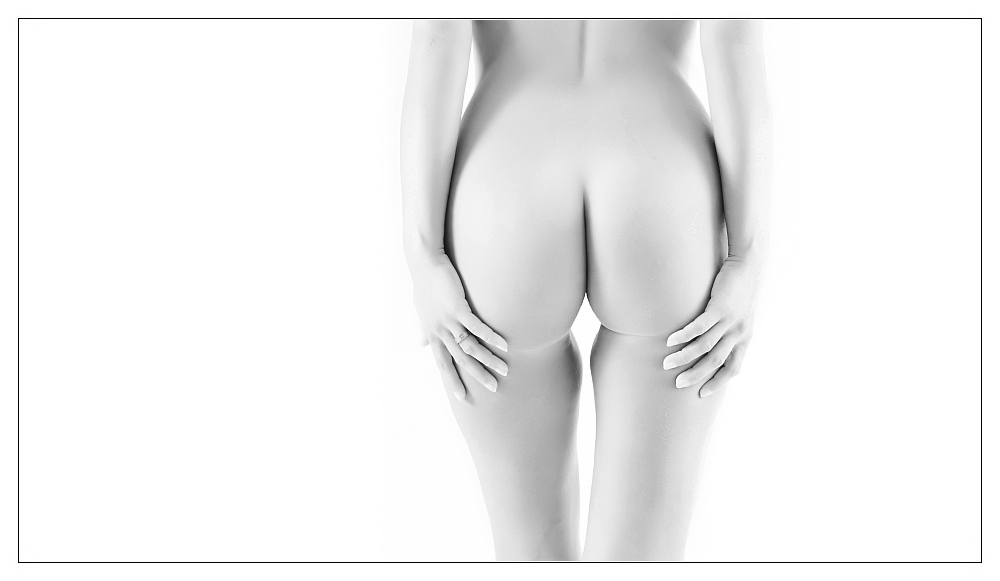
Akt technikou high key

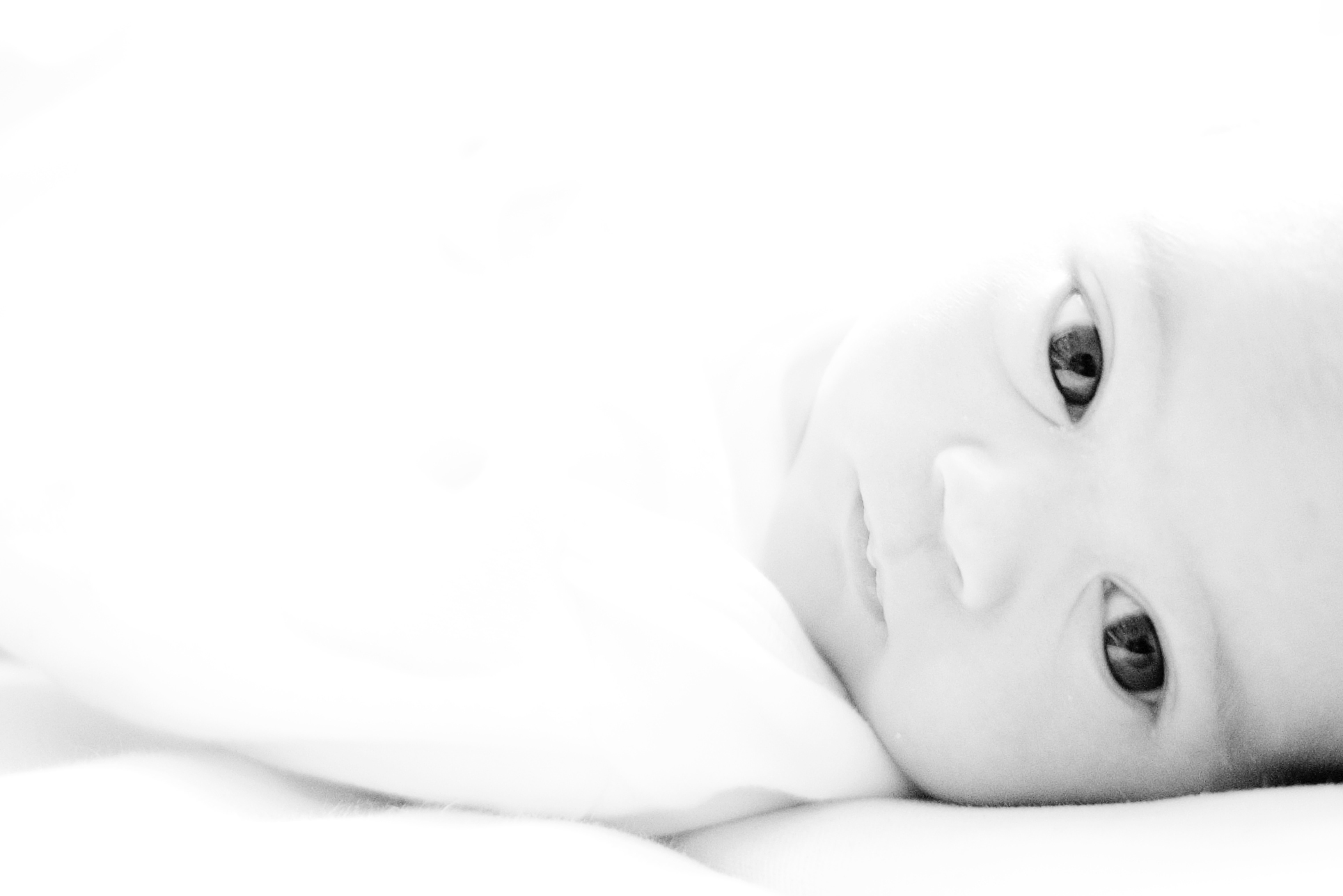
Portrét stejnou technikou

High key osvětlení (čte se: haj kí, světlá tonalita, vysoký klíč, vysoká tónina) je styl nasvícení fotografické nebo filmové scény, vyznačující se převahou světlých tónů a malým kontrastem mezi světlem a stínem. Výsledný obraz je bez tmavých částí, s výjimkou drobných detailů.

## Praxe
V tradiční černobílé fotografii se osvětlení skládá ze tří světel: hlavního, doplňkového (fill-in) a zadního. Hlavní světlo odhaluje kontury objektu, doplňkové prokresluje stíny a tím snižuje kontrast, zatímco zadní zdůrazňuje pozadí. Jako čtvrté může být použito ještě protisvětlo.
Malý kontrast dělá snímky poetičtější. Poměr jasu světel a stínů je u této metody 1:1, což je mnohem méně než u osvětlení low key, kde je poměr až 8:1. Osvětlení by mělo být velmi měkké, nekontrastní, avšak nikoli ploché. Pro fotografie vytvořené touto technikou jsou vhodné například blondýnky nebo modely se světlou pletí.
Pro techniku high key je specifické, že neklade důraz na modelování tvarů a forem (ačkoli toho zkušený fotograf může také dosáhnout), ale má za cíl mírným zkreslením skutečnosti potlačit ty nejmenší detaily a vady pleti v portrétní fotografii. Technika je též vhodná pro reklamní a módní fotografie, ve které je často žádoucí představovat člověka jako typ.

## Galerie

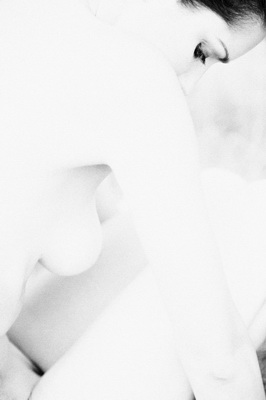
Adolf Zika: White dove, high key, 2010
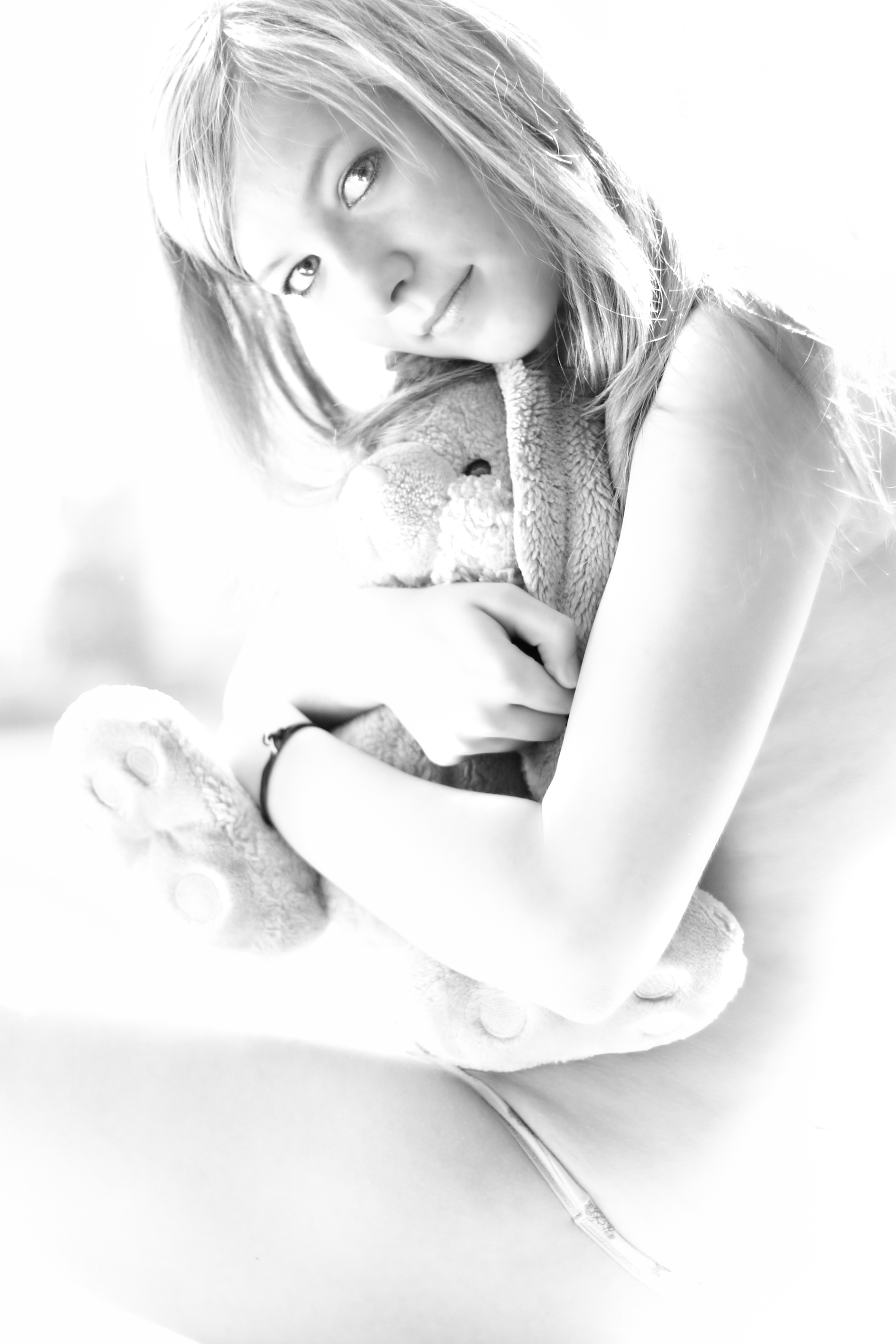
Dívka